# Диселенид тривисмута
Диселени́д триви́смута — бинарное неорганическое соединение
селена и висмута
с формулой Bi3Se2,
кристаллы.

## Получение
- Сплавление стехиометрических количеств чистых веществ:

{\displaystyle {\mathsf {3Bi+2Se\ {\xrightarrow {470^{o}C}}\ Bi_{3}Se_{2}}}}

## Физические свойства
Диселенид тривисмута образует кристаллы
тригональной сингонии, пространственная группа P 3m1, параметры ячейки a = 0,4256 нм, c = 5,872 нм, Z = 6
.
Соединение образуется по перитектической реакции при температуре 470°C.